# Edifici a l'avinguda Onze de Setembre, 36 (Guissona)
Edifici a l'avinguda Onze de Setembre, 36 és una obra de Guissona (Segarra) protegida com a Bé Cultural d'Interès Local.

## Descripció
Edifici arrebossat de tres plantes. S'accedeix a l'interior per una porta d'arc de mig punt flanquejada per una finestra a banda i banda, emmarcada amb carreus de pedra que continuen format el sòcol. La planta primera presenta un balcó central amb barana de ferro forjat i una finestra d'arc de mig punt a cada costat, també amb una barana de forja. Totes les finestres presenten motllures llises, el balcó central es recolza sobre dues mènsules de pedra amb volutes ornamentals i és coronat per un entaulament ornamental. El tercer pis només ocupa la franja central de la planta i té una obertura amb dos arcs de mig punt. L'edifici és coronat per un ràfec en totes les seves façanes.